# Adelaide Entertainment Centre
O Adelaide Entertainment Centre (AEC) é uma arena coberta localizado na capital da Austrália Meridional, Adelaide, e é usada para eventos esportivos e de entretenimento. É o local principal para concertos, eventos e atrações com público entre 2.000 e 12.000. A arena está localizado na Port Road, no subúrbio de Hindmarsh, ao norte do centro da cidade de Adelaide. Com arquitetura e acústica modernas, salas de eventos e buffet premiado, o Adelaide Entertainment Centre oferece um local de entretenimento ao vivo para centenas de milhares de pessoas a cada ano. Em 2010, o Adelaide Entertainment Centre completou um remodelamento de A$ 52 milhões, com uma nova entrada e um teatro.
O AEC foi estabelecida pelo Governo da Austrália Meridional em resposta à crescente demanda do povo daquele país (principalmente Adelaide) por um local adequado para entretenimento popular, bem como esportivo, local e internacional.
A construção do local começou no início de 1990 e envolveu a escavação de 75.200 toneladas de terra e o despejo de 36.480 toneladas de concreto, o maior despejo de concreto na Austrália Meridional na época, bem como mais de 750.000 horas de construção. O piso da Arena Principal é de 65.4 metros por 42.1 metros e a altura do telhado é de aproximadamente 20 metros do chão da Arena (a altura aproximada de um edifício de 5 andares). O espaço livre da Arena é de 85 metros, as 8 vigas do telhado pesam um total de 216 toneladas e 980 toneladas de aço estrutural foram utilizados na construção. O Adelaide Entertainment Centre foi inaugurado oficialmente em 20 de julho de 1991 por John Bannon, então Premier da Austrália Meridional.